# Rīgas satiksme
Rīgas satiksme er et offentligt ejet selskab, der driver offentlig transport og køretøjsudlejning i Riga og det nærmeste område. Virksomhedens primære aktivitet er driften af Rigas 478 busser, 346 trolleybusser og 252 sporvogne. Virksomheden har omkring 6.500 ansatte.

## Eksterne link
- Rīgas satiksme

| Letland | Spire Denne artikel om et firma eller en virksomhed i Letland er en spire som bør udbygges. Du er velkommen til at hjælpe Wikipedia ved at udvide den. |

56°58′19″N 24°01′57″Ø / 56.971906°N 24.032467°Ø